# 磁石 (お笑いコンビ)
磁石（じしゃく）は、ホリプロコム及び漫才協会に所属する日本のお笑いコンビ。以前はサワズ・カムパニーへ所属していた。

## メンバー
佐々木 優介（ささき ゆうすけ、1980年3月31日（45歳） - ）
- ツッコミ担当、立ち位置は向かって左。独身（結婚歴・離婚歴ともに3回）。
- 広島県呉市出身、呉市立和庄中学校・武田高等学校卒業。実家はテイクアウト専門の巻寿司屋。
- 身長184cm、体重84kg。血液型A型。
- 「ササキング」というニックネームがあり、さらにそこから派生して「キング」と呼ばれる場合もある。マジックをするスーパーササキングというネタがあり、芸人仲間からは「さっさん」と呼ばれることもある。
- 4歳年下の弟がいて、『伝承遊戯』『イチヂク』というバンドでドラムを担当していた。現在は東京都豊島区にある巻き寿司屋の店主である。家族と仲は良く、弟のブログに佐々木が甥っ子（弟の息子）を抱っこした写真が載るほど。また実母もTwitterをしており、佐々木自身も母のアカウントをフォローしている。

永沢 たかし（本名:永澤 喬之〈ながさわ たかし〉1979年12月28日（45歳） - ）
- ボケ担当、立ち位置は向かって右。未婚。
- 秋田県秋田市出身、秋田市立将軍野中学校・秋田県立秋田高等学校卒業。
- 身長178.5cm、体重67.0kg。血液型O型。
- パチンコが趣味。そのためテレビ番組や雑誌に出演することもある。
- 茶髪で、染めてはおらず地毛である（自身のブログの記事 『風邪ひく永沢』 より）。散髪は主に自分でやっているが、稀に理髪店（1,000円カット）に行く。理由は後ろを切るのがめんどくさくなるから。
- 名前を平仮名にしたのは本名の「喬之」を正確に「たかし」と読める人が少なく、よく「たかゆき」と間違われるため。
- 台本（凡その構成など）を書いたり、台本の管理をしたりしている。YouTubeでは企画、撮影、編集を行なっている。

## 概要・沿革
- 日本映画学校（現・日本映画大学）で知り合い[1]、2000年結成。尊敬する芸人はウッチャンナンチャンで、2人は後輩に当たる。学校ではお笑いの授業があり、その中の発表会で一緒にネタをやったのが結成のきっかけだという。
- また、日本映画学校には必修科目として福島県の農村での10日間の農業体験実習があり、2人もこれを経験している[2]。
  - この実習では、携帯電話が没収されるが、当時広島の女性と遠距離恋愛をしていた佐々木は、ホームステイ先の固定電話を毎晩こっそり利用して彼女の携帯に電話していたため、後に高額請求が届いて驚いたホームステイ先の一家とトラブルになった
- コンビ名の由来は、2人のイニシャルが「SASAKI」と「NAGASAWA」であることから。まだコンビ名が決まっていなかった頃、永沢が読むところに「N」、佐々木が読むところに「S」と書かれた台本を見て永沢が何の気なしに「NとSって磁石みたいだな」と言ったところ、それを佐々木が気に入って決定した。
- 佐々木が青、永沢が赤のワイシャツの上にジャケットを着たスーツ姿が定番だった（M-1グランプリ2010まで）。また以前は胸に『G-SHACK』のロゴの入った赤と青の長袖シャツ＋ジャケットや、ジャケット・ネクタイなしで青と赤の長袖ワイシャツだった（いずれもシャツの裾を外に出しているのが特徴）。2011年の『THE MANZAI 2011』以降はスーツと白（時折暗色系もあり）のワイシャツに佐々木が青、永沢が赤のネクタイになっている。佐々木は無地やチェック柄、永沢は水玉模様のネクタイが多い。
- 初舞台は、プロダクション人力舎主催の「バカ爆走」の若手勝ち抜き戦コーナー。初舞台を迎える1週間前から永沢が佐々木の家に泊まり込み、毎日50回ほどネタの練習をした。
- 後述の通り、佐々木はデビュー前からお笑い活動をしていたため、デビュー当初は佐々木がネタを書いていたが、徐々に永沢の書く割合が増え、M-1ラストイヤーとなった2015年頃には、永沢が100%書くようになった。
- 2008年4月末に三木プロダクションを退社、同年6月19日付けでホリプロコムへ移籍した。これはその日の「ドライブインナガサワ」にて報告されている[3]。
- M-1グランプリにおいては2003年から2010年まで毎年準決勝まで進出するも（2001・2002年は出場せず）ついに決勝進出は叶わなかった。とろサーモンの10回、天竺鼠の9回に次ぐ敗者復活戦出場回数記録（8回、チャド・マレーン（旧コンビ名・ジパング上陸作戦）及びかまいたちとタイ）を持つ。メンバーは「M-1に踊らされた」と語っている[4]。そしてラストイヤーとなる2015年は準々決勝進出に終わり[5]、連続敗者復活戦出場記録を悪い形で止めてしまった。
- THE MANZAI 2011では認定漫才師50組に選ばれる。本戦サーキットでは2回の出場でそれぞれ3位・2位と好成績を残し、サーキットランキング2位で決勝進出を決める[6]。各サーキット会場では上位3組のみ発表されるが、2回の出場でともに上位3組に入ったのは磁石の他にはパンクブーブーとスリムクラブのみ。決勝ではAブロックに入ったものの、ナイツに敗れてブロック2位で敗退した。
- THE MANZAI 2012においても認定漫才師50組に選ばれ[7]、サーキットランキング4位で決勝進出。決勝ではBブロックで千鳥に敗れ4位だったが、審査員のオール巨人（オール阪神・巨人）にネタを褒められた上で「辞めたらあかん」と言われる。これは、2人を紹介するVTRの中での「（佐々木に）子供が出来たから（漫才を）辞めようと言われたことがあった」という永沢の言葉を受けたもので、後にオール巨人はブログで「磁石君は本当に良い漫才をやってましたし、間違いなくトップ集団で走ってるコンビなのでもったいないし、思わず口から出てしまいました…もっと上手く言えれば良かったんですけど」と当時の気持ちを表現した。その言葉に永沢はここでも涙ぐんでいた。
- THE MANZAI 2013では認定漫才師に選ばれる[8]も、サーキットランキング16位でワイルドカード決定戦止まりだった。THE MANZAI 2014ではサーキットランキング4位で決勝返り咲きを果たした[9]が、Aブロックで3位敗退だった。
- 事務所の先輩である小沢一敬（スピードワゴン）は磁石の漫才師としての才能を高く買っており、自身のTwitterで「再びネタ番組ブームが来たら絶対に出てほしい漫才師」「（THE MANZAI 2012の件を受けて）もう辞めるなんて考えないで」と語っている。
- 2018年4月にYouTubeにて自身のチャンネル「磁石 Official channel」を開設。過去のライブネタのほか、企画物の動画も投稿している。
- 2019年から漫才協会に所属[10]。
- 2019年5月7日からnoteにて磁石の学級会を運営している[11]。

## ネタ
- 主に漫才。ネタの始めに佐々木が「僕が広島県出身で」永沢が「僕が秋田県代表（出身）で」と言い始める。また、永沢が「僕がもう27で、彼がもう28になりまして」と、年齢のように靴のサイズをいうツカミや、永沢「Nと（両腕で『N』の字を作る）」佐々木「Sで（両腕で『S』の字を作る）」2人「ピタッ!（体を寄せ合う）」というツカミもある。
- 『エンタの神様』（日本テレビ）出演時は全てコントを披露した。現在でも単独ライブでは漫才だけでなく、コントも披露している。
- 「あの世へ猫まっしぐら」「お婆ちゃん、荷物重い? でも家族からしたらお婆ちゃんがお荷物なんだよ」などシュールでブラックなボケも多い（磁石ネタbot）（磁石（芸人）bot）。
- 佐々木のツッコミとして、2010年頃からブスを題材にしたものがある。「ブスは待つ」はTHE MANZAI 2012の決勝の舞台でも使われ、オール巨人が「磁石くん、辞めたらあかん。素晴らしいよ。ブスは待つ、心に刻みました」というほどである。その他、「ブスは出す」「ブスは裏切らない」などもある。
- 一時期、ネタを締めるときに佐々木が「いい加減にしね（「死ね」という意味ではなく、「しろ」という意味の広島の方言）」と言っていたことがある。
- 話が本筋からそれた時に永沢が「Aの話はどこへ行ったんだよ」と言い、佐々木がさらに強く「B（本筋）の話はどこへ行ったんだよ」というくだりが「プレミア」の頃から使用されている。

## エピソード

### 佐々木
- 所持金がいつも少なく、小銭しか持っていないことも多い。所持金500円で後輩の前に登場することがほとんどで、「ワンコイン兄さん」という異名の持ち主でもある。2020年に抜き打ちで所持金を調べたら、3,000円持っていたので「スリーペーパー兄さん（永沢談）」になった。「財布を落としたら全てを失ってしまうから」という理由で財布やクレジットカード、更にはカバンも持っておらず最近では「社会人としてカバンを持っていないのはどうなのか」という考えから文明堂の紙袋を持ち歩いている。
- 急性虫垂炎で入院した相方・永沢の見舞いに行った時、名簿の「患者との関係」の欄に「相方」と書いて受付でダダ滑りした。そして次に来たちゅうえい（流れ星☆）はその欄に「ライバル」と記し、取り次ぎの看護師から「永沢さん、ライバルが来てますけど…」と言われた。
- 高校時代に同級生とコンビ『年中無休』（当時の佐々木はツッコミ担当）を組み、学園祭でネタをやった他にローカルラジオへ出演。呉市内の老人ホームでもコンビでコントを披露したことがあり、後述の件は地方紙でも取り上げられた。年中無休は学内でも有名になり、学園祭では学校長が聴くほどの人気で会場の教室を埋め尽くしたほどであった。この活動の実績を肩書きに相方と早稲田大学の推薦入試を受けるも揃って不合格。高校卒業後、相方は他大学に進学して進路が別々になったため解散した。またこの年中無休のライブには、アンガールズが見に来たこともあったという。
- 嵐に憧れており、その気持ちが高じて嵐のメンバーになった夢を見たこともある。夢から目覚めた時は「あぁ自分は嵐じゃない…。磁石だ」とひどく落胆した。
- 自身のトークライブ「フタリシャベリ」の中で、永沢にTwitterを始めさせられた。機械音痴でエアコンのリモコンさえも使いこなせない（永沢談）佐々木だが、現在では他の芸人とリプライを交わしたりとなかなか使いこなせている模様。初めてのTweetは「金出せじしゃくの佐々木です」だった。
- 永沢が結成した、芸歴10年前後の吹きだまり芸人を集めたユニット“FKD（吹きだまり）48”の総選挙では永沢、瀧上伸一郎（流れ星☆）に次ぐ第3位を獲得。FKD48ではクール担当として活躍していたが、11月のトークライブを以てのんびり担当になった。所属チームはチームK、担当カラーは青色。
- 2012年4月5日放送の『お笑いジャッジポイント』（日本テレビ）では、先輩の井戸田潤（スピードワゴン）の持ちネタであるハンバーグ師匠の弟子・ミートボールボーイに扮し、旗を立てたミートボールを象った帽子（?）をかぶったスタイルでネタの後に「ミートボ―ル!!」と叫ぶアメリカンジョーク風漫談や、ハンバーグ師匠とのハンバーグネタを織り込んだ掛け合いをやった。ネタ後のトークでは 「正直言うと漫才やりたい」とぼやいたほか、審査員によるダメ出しテロップで「（肉なのに）笑いがミートしてない」「パワハラだ」「佐々木がかわいそう」などとイジられていた。なおミートボールボーイは、中日ドラゴンズの祖父江大輔に受け継がれており、佐々木とは異なり祖父江は喜んで演じている。
- 『THE MANZAI 2014』のコンビ紹介の際には家族を養うためにアルバイトを3つ掛け持ちしていることがに明らかにされ、佐々木は「コンスタントに月々35万円入ってくれば」と語っていた。

#### 結婚歴
佐々木は、3度の結婚歴と離婚歴がある。2024年10月時点では独身。
- 2007年ごろに、1度目の結婚をするがすぐに離婚をしている。入籍からしばらくして当時の所属事務所の三木プロダクションに結婚報告を行い、事務所が発表準備を進めているうちに離婚してしまったため発表するタイミングを逸してしまったという。前回の結婚生活では先輩との付き合いなどがあって妻から「私とどっちが大事なの?」などと言われ、それで夫婦仲が冷えていってスピード離婚に至ったとのこと。このことについては、2017年4月22日の単独ライブ「cherry」のエンディングで発表された。
- 2011年に、一般女性と2度目の結婚、2012年に長男の誕生が自身の単独ライブ「レインボー」にて発表された。
- 2016年12月22日のK-PROライブ「漫才5･コント5」のエンディングにて離婚を発表。なお、離婚の理由は佐々木本人のせいではないらしい。
- 2020年9月現在、3度目の結婚相手との間に双子を含む3人の子供がいる。だが、2024年9月22日、磁石 Official channelで3度目の離婚を発表した。

### 永沢
- レーシック手術を受けており、現在は伊達眼鏡である（自身のブログの記事 『ご報告する永沢』 より）。
- 「大フィーバー」で披露された「ザ・ナカムラブラザーズ」のネタや「プレミア」で披露された「アライブ」のように、ネタ中で歌を歌う事も多い。
- アルコールにとても弱い。単独DVD「カクヘン」で焼酎の水割りを飲まされるが、通常の1杯を飲むのに苦労した上、1杯しか飲んでいないにも関わらずその後まっすぐ立つことすらできないほど酔っ払った。この状態で行われた漫才（『酔漫』と称される）はある意味凄まじい内容となっている。その後の「大フィーバー」や「プレミア」でも「酔ってチャレンジ」が企画されたが、「プレミア」では泥酔して嘔吐してしまった。
- 結婚を前提に付き合っていた彼女がいたが、なかなか売れない磁石の先行きが不安という理由から2007年M-1グランプリ準決勝直前でフラれた。準決勝と敗者復活戦でこの話をネタにしていた。
- 自身のブログで芸歴10年前後のライブを中心に活動する芸人を集めたユニットを作る事を呼び掛け、「FKD48（のちFKDZに改名）」を立ち上げた。その後行われた第1回総選挙では1位になり、センターを獲得した。FKDではリーダー担当兼チームFキャプテンとして活躍中だったが、リーダー担当は2016年1月の5周年ライブを以て酒井健太（アルコ&ピース）に交代している。担当カラーは赤色。
- キングオブコメディの「就職祝い」というネタでの、高橋健一扮するわがままな後輩は永沢をモデルにしている。
- お笑いに対する熱意は並々ならぬ物があり、上記のFKDのライブ後などにはグループLINEで共演者に論文のような長文でのダメ出しをしたり、単独ライブの前にはネタ合わせをさぼりたがる佐々木をそこら中捜し回って半ば無理矢理つき合わせるという。
- 詩作の趣味があり、ブログに詩を載せていた時期があった。第2回（前期）「詩のボクシング」全国大会では初出場にして準優勝を記録。この様子はライブDVD「レインボー」でも見る事ができる。
- 涙もろい所があり、「THE MANZAI 2012」では親交のあるハマカーンが優勝した際は感極まってボロ泣き。しかもその時の立ち位置が同じような眼鏡をかけた神田伸一郎（ハマカーン）のすぐ後ろだったため、佐々木から「同じような見た目のが2人して泣いててややこしい」とツッコまれた。また浜谷健司（ハマカーン）の結婚式に出席した際も涙ぐんでいたが、その後前の席にいた小沢一敬（スピードワゴン）のボロ泣きぶりを見て引き気味になっていた。
- ドラマ『目玉焼きの黄身 いつつぶす?』に出てくる女性漫才コンビ「魑魅魍魎」のネタは、永沢の協力で作られている。

## 賞レース等の戦歴

### M-1グランプリ
| 年度             | 結果         | エントリー No. | 備考     |
| ---------------- | ------------ | -------------- | -------- |
| 2003年（第3回）  | 準決勝進出   | 435            |          |
| 2004年（第4回）  | 準決勝進出   | 2573           |          |
| 2005年（第5回）  | 準決勝進出   | 3336           |          |
| 2006年（第6回）  | 準決勝進出   | 3886           |          |
| 2007年（第7回）  | 準決勝進出   | 4203           |          |
| 2008年（第8回）  | 準決勝進出   | 4447           |          |
| 2009年（第9回）  | 準決勝進出   | 4583           |          |
| 2010年（第10回） | 準決勝進出   | 4796           | 予選15位 |
| 2015年（第11回） | 準々決勝進出 | 1423           |          |

### THE MANZAI
| 年度            | 結果                          | エントリー No. | 備考                                          |
| --------------- | ----------------------------- | -------------- | --------------------------------------------- |
| 2011年（第1回） | 決勝進出 （決勝Aブロック2位） | 883            | 認定漫才師、予選2位                           |
| 2012年（第2回） | 決勝進出 （決勝Bブロック4位） | 1695           | 認定漫才師、予選4位                           |
| 2013年（第3回） | 本選サーキット進出            | 1811           | 認定漫才師、予選16位 ワイルドカード決定戦進出 |
| 2014年（第4回） | 決勝進出 （決勝Aブロック3位） | 1819           | 認定漫才師、予選4位                           |

### その他
- 2003年 お笑いホープ大賞 決勝進出
- 2005年 お笑いホープ大賞 決勝進出
- 2012年 決戦!お笑い有楽城 優勝
- 2017年 TOP1グランプリ 優勝[28]
- 2021年 お笑い成人式 第2回 優勝 BSフジ開局20周年キャンペーンボーイ[29]
- 2022年 お笑い成人式 第3回 優勝 BSフジ開局20周年キャンペーンボーイ
- 2022年 G-1グランプリ 優勝（敗者復活枠で決勝進出）

## 出演

### 過去のレギュラー番組
- イエヤス（2004年1月 - 2005年9月）→イエヤスMAX（2005年10月 - 2006年3月）（中部日本放送）キャッチコピーは「ボケとツッコミのバランスが最高! 完成度の高い漫才は必見!」
- ラジかるッ - 月曜日-水曜日（2006年4月 - 2009年3月、日本テレビ） 速報ランキング5＆5のコーナーを担当。
- 磁石のケータイハンター（2010年1月-3月、テレビ神奈川、千葉テレビ等）
- cuTe365（2010年9月7日-2011年1月25日、アクトビラ）- 毎週火曜日配信の「磁石の江戸むらさき」に出演
- サイトセブンカップ（2011年4月 - 2011年6月、パチ・スロ サイトセブンTV）
- Shibuya Deep A（2012年3月 - 2012年11月、NHK総合）- 月1出演/永沢
- 真麻のドドンパッ!（2016年10月3日 - 2017年9月29日 、BS日テレ）- 毎週金曜の「今日はドンな日?」に出演
- 東京クラッソ!NEO（2016年10月2日 - 2019年3月、TOKYO MX）
- 磁石のオールナイトニッポンモバイル（ニッポン放送）

### 配信番組

#### レギュラー出演中の配信番組
- パチってる場合ですよ!（パチンコ★パチスロTV!、2019年10月 - ）- 永沢のみ[30]
- 共遊型スポーツベッティングTIPSTAR（2020年7月22日 - ）ホリプロ競輪部 - 永沢のみ[31]
- リゼロスチャンネル（2020年11月15日 - ）- 永沢のみ[32]
- 楽園チャンネル 激!ドル探偵団（2021年6月23日 - ）- 永沢のみ

### テレビドラマ
- 刑事吉永誠一 涙の事件簿12（2013年10月2日）- 永沢：牧野春樹 役
- こんにちは、女優の相楽樹です。（2017年3月13日）- 常連客 役

### DVD
- 磁石「カクヘン」（2006年、発売元：ポニーキャニオン）
- 磁石単独ライブ「大フィーバー」（2009年、発売元：ホリプロ）
- デジタルコメディラボ カフェ・ド・トリコ（2010年、発売元：バップ）
- 磁石のケータイハンター〜世界一簡単な記憶クイズ〜 Vol.1 - 4（2010年、発売元：竹書房）
- 磁石漫才ライブワールドツアー日本最終公演（2011年、発売元：ホリプロ）
- 磁石単独ライブ「プレミア」（2012年、発売元：ホリプロ）
- 磁石単独ライブ「レインボー」（2012年、発売元：ホリプロ）
- 磁石単独ライブ「Lucky7」（2013年、発売元：ホリプロ）
- 磁石単独ライブ「磁石漫才フェスティバル 特別追加公演」（2014年、発売元：ホリプロ）
- 磁石単独ライブ「ZONE」（2016年、発売元：ホリプロ）
- 磁石傑作選ライブ 「BEST ALBUM」A面、B面 (2017年、発売元：ホリプロ)
- 磁石単独ライブ「cherry」(2017年、発売元：ホリプロ)
- 磁石単独ライブ「Re：play」(2018年、発売元：ホリプロ)
- 磁石単独ライブ「freeze」(2019年、発売元：ホリプロ)

### ドラマCD
- 笑天〜ワライノテンサイ〜

### ミュージック・ビデオ
- 高橋直純「羅針盤」（2010年）

### 単独ライブ
| 日程              | タイトル                                 | 会場                   |
| ----------------- | ---------------------------------------- | ---------------------- |
| 2008年10月13日    | Fever                                    | 新宿シアター・ミラクル |
| 2009年9月13日     | 大フィーバー                             | 笹塚ファクトリー       |
| 2010年7月25日     | 磁石漫才ライブワールドツアー日本最終公演 | 新宿明治安田生命ホール |
| 2011年7月30日     | プレミア                                 | 新宿明治安田生命ホール |
| 2012年8月11・12日 | レインボー                               | 新宿明治安田生命ホール |
| 2013年8月3日・4日 | ラッキーセブン                           | 銀座博品館劇場         |
| 2014年7月21日     | 磁石漫才フェスティバル2014 特別追加公演  | 新宿明治安田生命ホール |
| 2015年8月2日      | ZONE                                     | 新宿明治安田生命ホール |
| 2016年4月30日     | 傑作選ライブ BEST ALBUM                  | 新宿明治安田生命ホール |
| 2017年4月22日     | cherry                                   | 新宿明治安田生命ホール |
| 2018年4月7日      | Re:play                                  | 四谷区民ホール         |
| 2019年5月18日     | freeze                                   | 四谷区民ホール         |
| 2022年10月1日     | Congratulations                          | 四谷区民ホール         |
| 2023年10月8日     | Special Time                             | 四谷区民ホール         |

### 舞台
- 4つの駒（2011年）- 佐々木：榊照之 役(兄) 永沢：榊昭雄 役(弟)
- ぶっ壊したい世界（2013年）- 永沢：中川春一 役
- ヨミガエラセ屋（2016年）- 永沢：諸星雄太 役
- アナログコミュニケーションズ（2016年）- 永沢
- 叩いて飛ばして春を待て!!（2017年）- 佐々木
- 百年書店へようこそ「ルパンvsホームズ-世紀の戦い-」（2019年）- 永沢：ガニマール主任警部、ゲルシャール警部

### 書籍
- メビウスの環（ブックウォーカー、2015年8月）